# Damasiska bokstäver
Damasiska bokstäver (på franska lettres damasiennes) är ett slags sirade skrifttecken som på befallning av påven Damasus I (300-talet) nyttjades vid inskrifter på martyrgravar i katakomberna.